# Cosy mystery
Les romans cosy mysteries (également appelés « cosy crimes », littéralement « crimes douillets ») sont un sous-genre de fiction policière dans lequel le sexe et la violence se produisent hors-cadre, le détective est un détective amateur et le crime ainsi que l’enquête ont lieu dans une petite communauté, où tout le monde se connait. Les cosy mysteries contrastent ainsi avec la fiction hardboiled, dans laquelle la violence et la sexualité explicite sont au cœur de l'intrigue. Le terme « cosy » a été inventé à la fin du xxe siècle lorsque divers écrivains ont produit des œuvres dans le but de recréer l'âge d'or du roman policier,,.

## Personnages
Les détectives dans de telles histoires sont presque toujours des amateurs, et sont souvent des femmes. Le policier du village Hamish Macbeth, présenté dans une série de romans de MC Beaton, est une exception notable. Ces personnages disposent généralement d’une bonne éducation et d’une intuition aiguisée, occupent des emplois qui les mettent en contact constant avec d'autres résidents de leur communauté et de la région environnante (par exemple, traiteur, aubergiste, bibliothécaire, enseignant, dresseur de chiens, commerçant, journaliste). Comme d'autres détectives amateurs, ils ont généralement un contact au sein des forces de police qui peut leur donner accès à des informations importantes sur l'affaire en cours, mais ce contact est généralement un conjoint, un amant, un ami ou un membre de la famille plutôt qu'un ancien collègue. Généralement rejetés par les autorités qui les voient comme des curieux, surtout quand il s'agit de femmes d'âge moyen ou plus avancé, les détectives des cosy mysteries sont ainsi libres d'écouter aux portes, de recueillir des indices et d'utiliser leur intelligence et leur "sens inné" de la dynamique sociale de leur communauté, pour résoudre le crime.
Les meurtriers de ce genre littéraire ne sont généralement ni des psychopathes ni des tueurs en série et, une fois démasqués, sont généralement placés en détention sans violence. Il s’agit généralement de membres de la communauté où le meurtre a eu lieu, capables de se cacher à la vue de tous, et leurs motivations – cupidité, jalousie, vengeance – sont souvent ancrées dans des événements vieux de plusieurs années, voire de plusieurs générations. Les meurtriers sont généralement rationnels et souvent très éloquents, ce qui leur permet d'expliquer ou de développer leurs motivations après avoir été démasqués.
Les personnages secondaires des cosy mysteries sont souvent décrits de manière très exagérée et utilisés comme éléments comiques. L'accumulation de tels personnages dans les séries cosy crimes de longue date, comme celles de Charlotte MacLeod, crée fréquemment un groupe d'excentriques, parmi lesquels le détective se distingue comme la personne la plus, peut-être la seule, saine d'esprit.
Une plaisanterie subtile dans ce genre de série est la façon dont le personnage principal se retrouve constamment impliqué dans de nombreuses affaires très médiatisées, souvent par accident. Une blague récurrente à propos de la série Arabesque était que le personnage principal, Jessica Fletcher, devait être la véritable meurtrière dans chaque cas, car « Peu importe où elle va, quelqu'un meurt ! ».

## Contenu
Les cosy mysteries n'emploient que les jurons les plus légers. Les meurtres ont lieu hors scène et impliquent souvent des méthodes relativement peu sanglantes telles que l'empoisonnement et les chutes de grandes hauteurs. Les blessures infligées à la victime ne sont jamais évoquées et sont rarement utilisées comme indices. L'activité sexuelle, même entre personnages mariés, n'est que doucement suggérée et jamais abordée directement, le sujet est souvent complètement évité.
Le cosy mystery se déroule généralement dans une ville, un village ou une autre communauté suffisamment petite (ou insulaire) pour rendre crédible le fait que tous les personnages principaux se connaissent et entretiennent possiblement des relations de longue date les uns avec les autres. Le détective amateur est généralement un individu grégaire et apprécié, capable d’amener les membres de la communauté à parler librement les uns des autres. Il y a généralement au moins un personnage très bien informé, curieux, mais fiable, qui connaît intimement l'histoire personnelle et les interrelations de chacun dans la ville, et dont la capacité à combler les lacunes de l'énigme permet au détective amateur de résoudre l'affaire.
Les cosy crimes comportent souvent un élément thématique important introduit par le travail, l'animal de compagnie ou le passe-temps du détective. Les romans de Diane Mott Davidson, par exemple, tournent autour de la cuisine, ceux de Parnell Hall autour des mots croisés et la série « Sarah Kelling » de Charlotte MacLeod autour de l'art. D'autres séries se concentrent sur des sujets tels que la pêche, le golf, la randonnée, la mode, les antiquités et la décoration intérieure. Les amoureux des chats sont bien représentés dans les rangs des détectives de type cosy-mystery, notamment dans les œuvres de Lilian Jackson Braun et Rita Mae Brown; les herboristes apparaissent fréquemment (dont le plus connu est le détective médiéval Frère Cadfael d'Ellis Peters). Il existe également des séries de romans cosy crimes sur les thèmes de Noël, de Pâques et d'autres fêtes.
Malgré des éléments caractéristiques comme l’esquive du sexe et de la violence, l'accent mis sur la résolution d'énigmes plutôt que sur le suspense, le cadre d'une petite ville et l'accent mis sur un passe-temps ou une occupation, les limites du sous-genre restent vagues.

## Exemples du genre

### Littérature
- Les romans Tante Dimity de Nancy Atherton mettent en scène l'Américaine Lori Sheppard, qui s'installe dans un village anglais grâce à l’héritage de « Tante » Dimity (une vieille amie de sa défunte mère). Dimity communique avec Lori, via un journal magique, pour l’aider à résoudre les mystères impliquant Lori et ses voisins.
- Le chat qui... de Lilian Jackson Braun a commencé comme une série de mystères plus « hardboiled » à la fin des années 1960, mais s'est transformée en cosy mystery lorsque l'auteur a repris son écriture près de 20 ans plus tard.
- Bretzel et beurre salé par Jean et Margot le Moal, une série de romans qui met en scène Catherine Wald, une Alsacienne fraîchement installée en Bretagne[10].

- Rita Mae Brown a écrit trois séries de romans policiers[11] :
  - La série Jane Arnold, qui se déroule en Virginie, met en scène « Sœur Jane » Arnold, une experte de la chasse au renard âgée de 70 ans[11].
  - La série d’enquêtes Mags & Baxter, qui se déroule au Nevada, met en scène Mags Rogers, ancienne employée de Wall Street; Baxter, le teckel à poil dur de Mag; Jeep Reed, la grand-mère éleveuse de Mag; et King, le croisé berger allemand de Jeep[11].
  - La série de romans animaliers Mrs. Murphy, qui se déroule dans le Deep South, est « co-écrite » avec Sneaky Pie Brown, le chat parlant sur lequel le personnage principal, Mme Murphy, est basé[11].
- La série Hilary Tamar de Sarah Caudwell met en scène le professeur Hilary Tamar et un casting de jeunes avocats londoniens intelligents et sujets aux ennuis.
- Le personnage de Miss Marple, créé par Agatha Christie, apparaît dans 12 romans qui ont été adaptés de nombreuses fois au cinéma et à la télévision.
- Les Dixie Hemingway Mysteries de Blaize Clement racontent les aventures d'un policier devenu gardien d'animaux à Siesta Key, en Floride.
- Les Coffeehouse Mysteries de Cleo Coyle mettent en scène Clare Cosi, propriétaire d'un café de Greenwich Village, qui enquête avec l'aide de son ex-mari "chasseur" de café et de son équipe de baristas excentriques[4].
- La série policière Daisy Dalrymple de Carola Dunn suit l'honorable Daisy Dalrymple et son mari Alec Fletcher. La plupart des meurtres ont lieu dans des maisons de campagne aristocratiques que Daisy visite pour écrire des articles, durant sa carrière de journaliste en tant que« femme moderne » des années 1920. Le casting récurrent des meilleurs amis et des membres de la famille fait des apparitions, tout comme les membres de la fidèle équipe de détectives d'Alec qui sont toujours du côté de Daisy quand Alec essaie de la tenir à l'écart de l'affaire.
- Les romans de Joanne Fluke sur Hannah Swensen, une jeune pâtissière et détective amateure vivant dans la ville fictive de Lake Eden, Minnesota. Les livres comprennent des recettes de pâtisserie.
- Out on a Limb de Carolyn Jourdan raconte la recherche désespérée d'une jeune femme qui a mystérieusement disparu du parc national des Great Smoky Mountains lors d'un rassemblement de biologistes et de botanistes de renommée mondiale. Les détectives amateurs improvisés d'âge moyen sont une infirmière à domicile et un garde forestier.
- Les romans Mr. et Mrs. North de Frances et Richard Lockridge mettent en scène un couple ordinaire qui vit à Greenwich Village avec leurs chats Gin, Sherry et Martini et résout des mystères.
- Les 9 romans Theodora Braithwaite de D.M. Greenwood, écrits entre 1991 et 1999, chacun étant un « polar ecclésiastique » se déroulant dans une église ou une cathédrale.

### Télévision
- Les Enquêtes d’Hetty est une série britannique avec Patricia Routledge dans le rôle de la retraitée éponyme qui résout les mystères autour de son quartier du Lancashire.
- Arabesque est une série américaine mettant en vedette Angela Lansbury dans le rôle de Jessica Fletcher, une romancière policière qui trouve que son travail présente souvent des parallèles avec sa propre vie[12].
- Pie in the Sky est une série télévisée policière britannique qui combine enquête et cuisine. Un détective de police et gourmet dirige son propre restaurant tout en résolvant des crimes.
- Rosemary & Thyme est une série télévisée policière britannique qui combine enquêtes amateurs accidentelles et jardinage. Quelques épisodes ont été adaptés et développés sous forme de romans complets.
- Father Brown est une série télévisée britannique se déroulant au début des années 1950, avec le personnage principal du même nom de GK Chesterton, un prêtre d'un petit village qui fait également office de détective amateur.
- Grantchester est une série télévisée britannique qui se déroule dans les années 1950 dans le village de Grantchester, dans le Cambridgeshire, avec le vicaire anglican Sidney Chambers, puis le vicaire William Davenport, qui se lance chacun dans une activité secondaire en tant qu’enquêteur avec l'aide de l'inspecteur-détective Geordie Keating, basée sur The Grantchester Mysteries, écrit par James Runcie.
- Agatha Raisin est une série télévisée britannique avec le personnage principal du même nom de MC Beaton, une agent de relations publiques d'âge moyen, frustrée mais attachante qui a déménagé de Londres à Carsely dans les Cotswolds lorsqu'elle a vendu son cabinet de relations publiques à Mayfair et a pris une retraite anticipée, mais a créé sa propre agence de détectives pour résoudre des crimes et des meurtres.
- Partners in Crime est une série télévisée britannique se déroulant dans les années 1950 et à l'époque de la guerre froide contre Staline, avec une famille ordinaire faisant son travail quotidien tout en résolvant des crimes en même temps, basée sur deux histoires de Partners in Crime, The Secret Adversary et N ou M ? par Agatha Christie.
- The Madame Blanc Mysteries est une série télévisée britannique sur une antiquaire du Cheshire, Jean White, qui aide à résoudre une série de mystères et de décès dans le village fictif de Sainte Victoire dans le sud de la France.
- Sister Boniface Mysteries est une série télévisée britannique sur une religieuse catholique du couvent Saint-Vincent dans la ville fictive de Great Slaughter dans les Cotswolds. En plus de ses devoirs religieux au couvent, elle produit du vin et possède un doctorat en sciences médico-légales, ce qui lui permet de servir de conseillère scientifique auprès de la police locale lors d'enquêtes[13].

### Radio
Les adaptations radiophoniques de A Charles Paris Mystery ont été qualifiées de « cosy crime ».